# Vujadin Sztanojkovics
Vujadin Sztanojkovics, macedónul: Вујадин Станојковиќ (Kumanovo, 1963. szeptember 10. –) jugoszláv válogatott macedón labdarúgó, hátvéd, olimpikon, edző.

## Pályafutása

### Klubcsapatban
1985 és 1989 között a Vardar, 1989 és 1993 között a Partizan labdarúgója volt. A Partizan csapatával egy-egy jugoszláv bajnoki címet és kupagyőzelmet ért el. 1993 és 1996 között a svéd Degerfors csapatában játszott és egy kupagyőzelmet szerzett az együttessel. 1997–98-ban a svéd Trelleborgs csapatában fejezte be aktív játékot.

### A válogatottban
A jugoszláv olimpiai válogatottban három alkalommal szerepelt és az 1988-as szöuli olimpián kilencedik lett a csapattal. 1988 és 1992 között 21 alkalommal szerepelt a jugoszláv A-válogatottban és egy gólt szerzett. 1988. március 31-én Splitben egy Olaszország elleni 1–1-es döntetlennel záruló barátságos mérkőzésen debütált. Részt vett az 1990-es olaszországi világbajnokságon, ahol a jugoszláv csapat Argentína ellen esett ki a negyeddöntőben egy 0–0-s mérkőzés utáni tizenegyespárbajban. 1994–95-ben hét alkalommal a macedón válogatottban is játszott.

### Edzőként
2000-ben a Makedonija GP, 2004–05-ben a Vardar vezetőedzője volt. 2006 és 2009 között Srečko Katanec segédedzője volt a macedón válogatottnál. 2014-ben a macedónia U21-es válogatott szövetségi edzője volt ideiglenesen. 2015–16-ban a macedón U17-es, 2017–18-ban a macedón U19-es válogatott szövetségi kapitánya volt.

## Sikerei, díjai
FK Partizan
- Jugoszláv bajnokság (Prva Liga)
  - bajnok: 1992–93
- Jugoszláv kupa (Kup Jugoszlavije)
  - győztes: 1992
- Jugoszláv szuperkupa
  - győztes: 1990

 Degerfors
- Svéd kupa (Svenska Cupen)
  - győztes: 1993

## Statisztika

### Mérkőzései a jugoszláv válogatottban
| Jugoszlávia | Jugoszlávia          | Jugoszlávia                            | Jugoszlávia             | Jugoszlávia | Jugoszlávia   | Jugoszlávia   | Jugoszlávia | Jugoszlávia |
| #           | Dátum                | Helyszín                               | Hazai                   | Eredmény    | Vendég        | Kiírás        | Gólok       | Esemény     |
| ----------- | -------------------- | -------------------------------------- | ----------------------- | ----------- | ------------- | ------------- | ----------- | ----------- |
| 1.          | 1988. március 31.    | Split, Gradski stadion u Poljudu       | Jugoszlávia             | 1 – 1       | Olaszország   | barátságos    | -           | 81'         |
| 2.          | 1988. augusztus 24.  | Luzern, Allmend-stadion                | Svájc                   | 0 – 2       | Jugoszlávia   | barátságos    | -           |             |
| 3.          | 1988. október 19.    | Glasgow, Hampden Park                  | Skócia                  | 1 – 1       | Jugoszlávia   | vb-selejtező  | -           |             |
| 4.          | 1988. november 19.   | Belgrád, JNA Stadion                   | Jugoszlávia             | 3 – 2       | Franciaország | vb-selejtező  | -           |             |
| 5.          | 1988. december 11.   | Belgrád, Crvena zvezda Stadion         | Jugoszlávia             | 4 – 0       | Ciprus        | vb-selejtező  | -           |             |
| 6.          | 1989. április 5.     | Athén, Olimpiai Stadion                | Görögország             | 1 – 4       | Jugoszlávia   | barátságos    | -           | 67'         |
| 7.          | 1989. április 29.    | Párizs, Parc des Princes               | Franciaország           | 0 – 0       | Jugoszlávia   | vb-selejtező  | -           |             |
| 8.          | 1989. május 27.      | Brüsszel, Heysel Stadion               | Belgium                 | 1 – 0       | Jugoszlávia   | barátságos    | -           |             |
| 9.          | 1989. június 14.     | Oslo, Ullevi Stadion                   | Norvégia                | 1 – 2       | Jugoszlávia   | vb-selejtező  | -           |             |
| 10.         | 1989. augusztus 23.  | Kuopio, Väinölänniemen stadion         | Finnország              | 2 – 2       | Jugoszlávia   | barátságos    | -           |             |
| 11.         | 1989. szeptember 20. | Újvidék, Vojvodina Stadion             | Jugoszlávia             | 3 – 0       | Görögország   | barátságos    | -           | 46'         |
| 12.         | 1989. október 11.    | Szarajevó, Koševo Stadion              | Jugoszlávia             | 1 – 0       | Norvégia      | vb-selejtező  | -           | 86'         |
| 13.         | 1989. október 28.    | Athén, Olimpiai Stadion (GRE)          | Ciprus                  | 1 – 2       | Jugoszlávia   | vb-selejtező  | 1           | 5'          |
| 14.         | 1989. november 14.   | João Pessoa, Almeidão                  | Brazília                | 0 – 0       | Jugoszlávia   | barátságos    | -           |             |
| 15.         | 1989. december 13.   | London, Wembley Stadion                | Anglia                  | 2 – 1       | Jugoszlávia   | barátságos    | -           |             |
| 16.         | 1990. március 28.    | Łódź, Widzew Stadion                   | Lengyelország           | 0 – 0       | Jugoszlávia   | barátságos    | -           |             |
| 17.         | 1990. június 14.     | Bologna, Renato Dall’Ara Stadion (ITA) | Kolumbia                | 0 – 1       | Jugoszlávia   | vb-csoportkör | -           |             |
| 18.         | 1990. június 14.     | Bologna, Renato Dall’Ara Stadion (ITA) | Egyesült Arab Emírségek | 1 – 4       | Jugoszlávia   | vb-csoportkör | -           |             |
| 19.         | 1991. május 16.      | Belgrád, Crvena zvezda Stadion         | Jugoszlávia             | 7 – 0       | Feröer        | Eb-selejtező  | -           |             |
| 20.         | 1991. augusztus 8.   | Aosta, Stadio Mario Puchoz (ITA)       | Csehszlovákia           | 0 – 0       | Jugoszlávia   | barátságos    | -           |             |
| 21.         | 1992. március 25.    | Amszterdam, Stadion De Meer            | Hollandia               | 2 – 0       | Jugoszlávia   | barátságos    | -           |             |
|             | Összesen             |                                        |                         | 21          | mérkőzés      |               | 1           | gól         |

### Mérkőzései a macedón válogatottban
| Észak-Macedónia | Észak-Macedónia     | Észak-Macedónia                           | Észak-Macedónia | Észak-Macedónia | Észak-Macedónia | Észak-Macedónia | Észak-Macedónia | Észak-Macedónia |
| #               | Dátum               | Helyszín                                  | Hazai           | Eredmény        | Vendég          | Kiírás          | Gólok           | Esemény         |
| --------------- | ------------------- | ----------------------------------------- | --------------- | --------------- | --------------- | --------------- | --------------- | --------------- |
| 1.              | 1994. szeptember 7. | Szkopje, Városi Stadion                   | Macedónia       | 1 – 1           | Dánia           | Eb-selejtező    | -               |                 |
| 2.              | 1994. október 12.   | Szkopje, Városi Stadion                   | Macedónia       | 0 – 2           | Spanyolország   | Eb-selejtező    | -               |                 |
| 3.              | 1994. november 16.  | Anderlecht, Constant Vanden Stock Stadion | Belgium         | 1 – 1           | Macedónia       | Eb-selejtező    | -               |                 |
| 4.              | 1994. december 17.  | Szkopje, Városi Stadion                   | Macedónia       | 3 – 0           | Ciprus          | Eb-selejtező    | -               |                 |
| 5.              | 1995. április 26.   | Koppenhága, Parken Stadion                | Dánia           | 1 – 0           | Macedónia       | Eb-selejtező    | -               |                 |
| 6.              | 1995. május 10.     | Jereván, Hrazdan Stadion                  | Örményország    | 2 – 2           | Macedónia       | Eb-selejtező    | -               |                 |
| 7.              | 1995. június 7.     | Szkopje, Városi Stadion                   | Macedónia       | 0 – 5           | Belgium         | Eb-selejtező    | -               |                 |
|                 | Összesen            |                                           |                 | 7               | mérkőzés        |                 | 0               | gól             |